# Lutécia
Lutécia este un oraș în São Paulo (SP), Brazilia.